# 是-ZE-
『是 -ZE-』（ぜ）は、志水ゆきによる日本のBL漫画作品。全11巻。

## 概要
『ディアプラス(Dear+)』（新書館）にて2004年4月号より2011年5月号まで連載。単行本はディアプラス・コミックスより全11巻が発売された。その他、2010年に『是 -ZE- ファンブック』、2012年 に『是 -ZE- 画集 いろのほん』、そして全員サービスコミックペーパーなどに書き下ろされたスピンオフを収録した『是 -ZE- かみのほん』が発売されている。主人公は七川・Ｊ・雷蔵だが、各巻メインキャラクターが異なり、主に1巻・2巻雷蔵＆紺編、3巻・4巻玄間＆氷見編、5巻・6巻守夜＆隆成編、
7巻・8巻近衛＆琴葉編、9巻彰伊＆阿沙利編、10巻・11巻和記編で構成されている。

## あらすじ
天涯孤独の少年・七川・J・雷蔵は、和記邸という屋敷のハウスキーパーになり、そこで出会った男性・紺に恋をした。だが、紺には秘密があった。

## 登場人物
※声の記述はドラマCD版のもの。

### 雷蔵＆紺編
七川・J・雷蔵（しちかわ・ジョン・らいぞう）
声 - 鳥海浩輔
主人公。幼い頃に両親、その後祖母を亡くし、天涯孤独となった調理師専門学校生。母親の連れ子であり、父親&祖母との血のつながりはない。金髪碧眼な日本人。
相続税が払えず家を失い、八代玄間の紹介で和記邸にハウスキーパーとして居候。紺に一目惚れし、現在は恋人同士(?)。
紺（こん）
声 - 福山潤
特定の言霊師を持たない紙様。存在する意味を欲し、玄間から客を取り仕事の依頼を受けていた。恋愛感情には疎い。雷蔵とは恋人同士(?)。
三刀彰伊（みとう しょうい）
声 - 森川智之
三刀家当主で言霊師。琴葉の次に強い言霊師。琴葉の兄。兄弟そろって口下手で弟との会話は目で語ることが多い。
阿沙利（あさり）
声 - 千葉進歩
力一のために最初に作られた紙様であり、現・彰伊の紙様。何かと他の紙様を気にかけている。女王気質。白紙になるも、和記により再生された。
三刀琴葉（みとう ことは）
声 - 緑川光
三刀家一の言霊師で、幼いころは座敷牢に閉じ込められて育った。普段は口数が少なく大人しいが、怒らせると手が付けられない。彰伊の弟。だが、血縁的には彰伊の従弟（もしくは、従姉の息子）。和記邸に居候している。アイスが好き。
近衛（このえ）
声 - 中井和哉
酒蔵一つ分の美味い酒と引き換えに作られた元・力一の紙様。現・琴葉の紙様。琴葉の保護者的存在。子供の扱いが得意。
三刀櫻花（みとう おうか）
声 - 神谷浩史
百合卍探偵社の所長。男前な女性。よくコスプレしている。姉と弟がいるが、二人とも性別・年齢不詳な恰好（コスプレ）をしている。
紅緒（べにお）
声 - 吉住梢
元・吟香の紙様で、現・櫻花の紙様。主同様、コスプレ姿でいることが多い。
吉原和記（よしわら わき）
声 - 一条和矢
紙様達の生みの親である人形師で、和記邸主人。
三刀秋光（みとう あきみつ）
元・紺の言霊師。母親のプレッシャーに耐えられず、紺が来る前に言霊を使い命を落とす。
吟香（ぎんか）
秋光の母親。元・言霊使い。秋光の死を受け入れられず発狂する。

### 玄間＆氷見編
八代玄間（やしろ げんま）
声 - 三宅健太
幼い頃、父親に家を追い出された。母親姓の「八代」を名乗っている。八代不動産を営んでおり、言霊を使用し荒稼ぎしている。
成間の死後、遺産を相続し、氷見の主となる。
氷見（ひみ）
声 - 平川大輔
元・成間の紙様で、現・玄間の紙様。無表情。玄間を庇い魄死するが、和記によって再生される。再生後は記憶を失い表情が豊かになる。
三刀成間（みとう せいま）
玄間の父親で、元・氷見の主。
並川千鳥（なみかわ ちどり）
ヤクザの一人娘。八代不動産に勤めている。
生井（なまい）
成間の主治医。治療費と引き換えに、氷見に治療を依頼していた。玄間により右腕を折られ、復讐する。
三刀月斗（みとう つきと）& 三刀星司（みとう せいじ）
声‐ 中村悠一　&　鈴木達央
2人とも二卵性双生児であり、アイドル声優。双子故に力も弱く、同時に喋らなければ言霊は使えない。
初陽（はつひ）
声‐梶裕貴
月斗と星司の紙様。

### 守夜＆隆成編
北村隆成（きたむら りゅうせい）
声 - 小野大輔
かつて自らの言霊で母親を殺したからか、言霊を使うことを拒んでいる。守夜曰く、「下品で大雑把。豪胆な癖に繊細。女子供に甘く、身内にはもっと甘い」。氷見にちょっかいを出しては、玄間に酔いつぶされている。守夜と共に一巻が初登場だが、この時点では名前を明かしていなかった（その後、三巻のメンテナンスの話で名前が出てくる）。
守夜（もりや）
声 - 子安武人
隆成の紙様。特技はピアノ。肉体労働には向いていない。「私の主となっていただきたい」と隆成に言ったせいで、言霊様関係のことを知らない人間から「スレイブ（奴隷）志願」「M男」などと、勘違いされている。実際はサディスト気味。
十麻子（とまこ）
隆成の幼馴染。あけっぴろげで、隆成の部屋で堂々と下着姿でうろつく。
竹脇一夫（たけわき かずお）
通称タケ。隆成の下で働いている。
竹脇洋次（たけわき ようじ）
タケの弟。
リリー
「CLUB BUTTERFLY」勤務。オカマで隆成の母親代わりでもある。
盛山（もりやま）
万引きを注意した洋次に暴力を振るい、意識不明にさせる。父親は官僚。隆成の言霊によって殺される。

### 和記編
三刀力一（みとう りきいち）
声 - 小西克幸
最強の言霊師。
真鉄（まがね）
声‐下野紘
力一の神様。和記が助けた狼の牙が混ざったため、人間と狼の性質を合わせ持つ。
三刀宇多（みとう うた）
力一の妹で、彰伊の母親。
三刀千乃（みとう ゆきの）
力一の一人娘で、琴葉の母親。
白波瀬（しらはぜ）
宇多のために作られた神様。
三刀貴光（みとう たかみつ）
千乃の夫。力一&千乃が亡くなった後、当主代理を務める。琴葉の父親。
穂積（ほづみ）
彰伊の父親。貴光の弟でもある。

## 用語
言霊師
言霊を操る人。他人を呪い殺したり、病気にしたり、不幸にすることが出来る。相手に不幸をもたらす言葉は邪悪であればある程、言った本人に返る。
紙様
言霊師の身代わりとなり、傷や災厄を引き受ける存在。「主の傷を貰い受けその身を守ること」を使命としている。人型だが100％天然パルプの紙で出来ている。水に弱い。
仕える主がいない場合は「白紙」に戻される。
白紙
紙人形のサイズの状態。仕える主がいない場合、白紙の状態で保存される。白紙に戻る前、一生に一度だけ紙様は涙を流す。
魄死
人形の核が破壊された場合、人型を保てなくなり「魄死」となる。
隠れ蓑
狐面と白装束のセット。三刀家の血筋と紙様から姿を隠せる。

## ドラマCD
- 是 -ZE- 1 雷蔵篇
- 是 -ZE- 2 玄間篇
- 是 -ZE- 3 守夜篇
- 是 -ZE- 4 近衛篇
- 是 -ZE- 5 彰伊篇
- 是 -ZE- 6 FINAL 和記篇
- 是 -ZE- 雉も鳴かずば撃たれまい。
- 是 -ZE- 双子と台本読み篇
- 是 -ZE- 夜を守る
- 是 -ZE- 甘いごほうび
- 是 -ZE- 春も宵宵
- 是 -ZE- 睦言は明けてもなほ

### スタッフ
- 脚本：佐々美沙
- 演出：蜂谷幸
- 音楽：渡辺いさき